# Maas-Niederrheinpfad

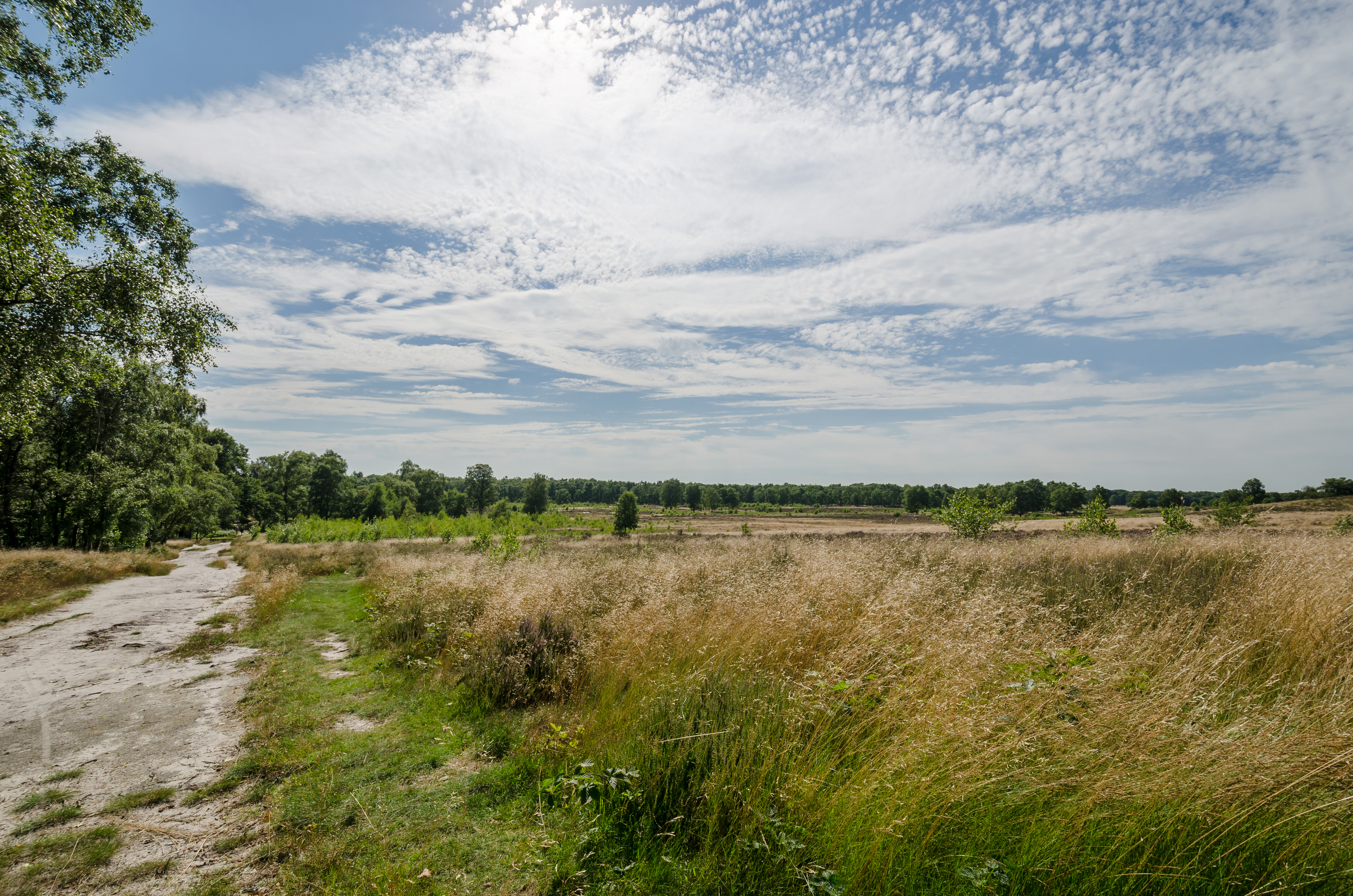
Nationalpark De Maasduinen in der Region Noord-Limburg

Der Maas-Niederrheinpfad ist ein regionaler Wanderweg im deutsch-niederländischen Grenzgebiet. Er ist der Nachfolger des Maas-Schwalm-Nettepfads, der durch den Maasduinen-Nierspfad ergänzt wurde, und hat die Nummer 10 in der niederländischen Liste regionaler Wanderwege. Start dieses Wanderweges ist Venlo, der nördlichste Ort ist Molenhoek und der südlichste ist Wassenberg. Die Länge dieses Wanderwegs beträgt 342 km, davon 151 km innerhalb Deutschlands. Die ganze Route ist mit gelb-roten Markierungen ausgeschildert.
Durch eine vereinfachte Routenstruktur und die Kombination mit dem Maasduinen-Nierspfad ist damit eine neue Wanderroute entstanden.
Die Hauptroute des Maas-Niederreinpfads besteht aus einer lang gestreckten Schleife, wobei jeweils etwa die Hälfte in Deutschland und in den Niederlanden liegt. An vier Stellen bestehen Verbindungsrouten von der niederländischen zur deutschen Seite und umgekehrt. 
In dem Wanderführer, der von den Naturfreunden herausgegeben wird, ist die Route in sieben Abschnitten beschrieben:
- Maasduinen, Venlo–Plasmolen, Karte 1–15, 88,9 km.
- Niers im Reichswald, Plasmolen–Wachtendonk, Karte 16–31, 86,8 km.
- Tal der Nette, Wachtendonk–Heidweiher, Karte 32–37, 34 km.
- Tal der Schwalm, Heidweiher–Myhl, Karte 38–43, 32,9 km.
- Meinweg, Myhl–Herkenbosch, Karte 44–47, 26,5 km.
- Maasplassen (Maas-Seen), Herkenbosch–Beesel, Karte 48–56, 52,7 km.
- Maaskorridor, Beesel–Venlo, Karte 57–60, 19,9 km.

Die vier Verbindungsrouten sind:
- Verbindungsroute A: Bergen–Goch, Karte A1–A2, 10,2 km.
- Verbindungsroute B: Well–Geldern, Karte B1–B3, 16,5 km.
- Verbindungsroute C: Venlo–Schloss Krickenbeck, Karte C1, 6,1 km.
- Verbindungsroute D: Swalmen–Brüggen, Karte D1–D3, 17,9 km.

Die Strecken Swalmen–Herkenbosch und Brüggen–Herkenbosch des Maas-Schwalm-Nettepfads sind hiermit aufgehoben worden. Die letzte Route bleibt als Pfad bestehen als NS-Wanderung Meinweg.
Der Wanderführer wird herausgegeben von den niederländischen Naturfreunden (Nivon) in Zusammenarbeit mit der Limburgs Landschap und dem deutsch-niederländischen Grenzpark Maas-Schwalm-Nette. Der holländische Name dieses Pfads ist Maas-Niederrheinpad.